# Радоміловиці
Радоміловиці (пол. Radomiłowice) — село в Польщі, у гміні Львувек-Шльонський Львувецького повіту Нижньосілезького воєводства.
Населення — 77 осіб (2011).
У 1975-1998 роках село належало до Єленьоґурського воєводства.

## Демографія
Демографічна структура станом на 31 березня 2011 року:
|          | Загалом | Допрацездатний вік | Працездатний вік | Постпрацездатний вік |
| -------- | ------- | ------------------ | ---------------- | -------------------- |
| Чоловіки | 35      | 7                  | 23               | 5                    |
| Жінки    | 42      | 11                 | 23               | 8                    |
| Разом    | 77      | 18                 | 46               | 13                   |